# Macizo de Larra-Belagua
El macizo de Larra está situado al noreste de la Comunidad Foral de Navarra (España), en la cabecera del valle de Roncal, haciendo de frontera natural con Francia al norte y con la provincia de Huesca al sureste.

## Geología

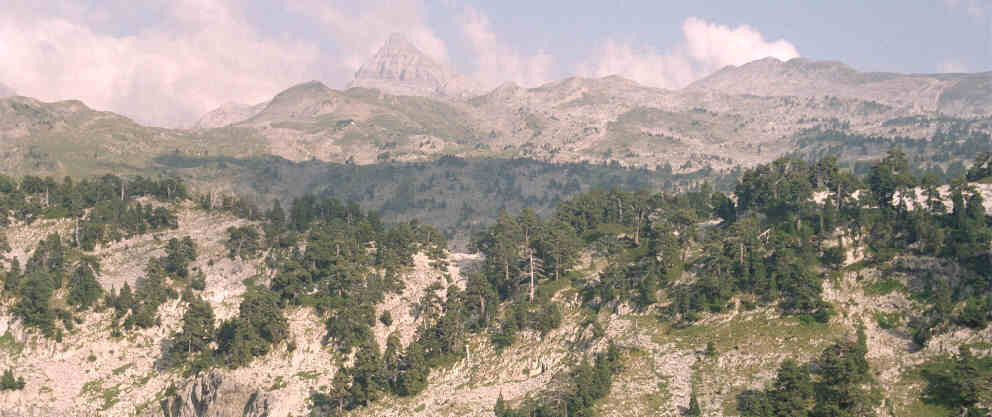
Mazico de Larra.

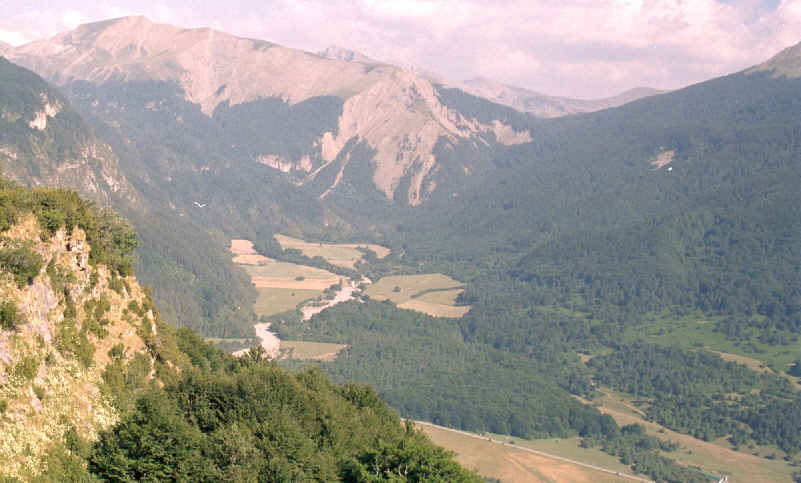
Valle de Belagua.

Se trata de una inmensa masa de roca caliza que se eleva hasta más de 2000 m y que en su parte superior es relativamente plana, dando lugar a un conjunto kárstico de gran importancia. Está ubicada en un lugar privilegiado: desde su cima tenemos una de las mejores vistas panorámicas que hay de la zona cárstica de Larra y las cumbres del entorno: el Auñamendi (o Anie, 2.507 m), el Añelarra (2.357 m), el Soum Couy (2.315 m), etc.
La zona alta es un gran lapiaz, irregular y quebrado, en el que la acción del agua ha abierto profundas simas que hacen del lugar un verdadero parque espeleológico. Aquí se encuentran algunas de las simas más profundas del mundo (como la sima de San Martín o la sima de las Puertas de Illamina) pero en total hay 3000 simas catalogadas y la red de galerías es enorme, con más de 125 km en conjunto.
Toda esta esponja rocosa drena en la vertiente española hacia el río Belagua que forma el Valle de Belagua, bellísimo valle de montaña tapizado de bosques.

## Reserva Natural
La Reserva Natural de Larra-Belagua (RN-12) es un paisaje que combina grandes formaciones de rocas calizas con extensas superficies de pastos montañosos. Constituye la mayor Reserva natural de Navarra y su conjunto kárstico es el mayor del continente. La Reserva está dominada por la Mesa de los Tres Reyes y Añelarra, la cumbre más alta del Pirineo navarro.
Los pinares de pino negro sobresalen entre la inmensa roca caliza y suponen uno de los pinares de esta especie mejor conservados de España. La Reserva Natural de Larra-Belagua está catalogada como Zona de Especial Protección para las Aves y esconde las reservas integrales de Ukerdi y Aztaparreta.
En 2017, junto con otros hayedos de España y Europa, Aztaparreta fue declarado Patrimonio de la Humanidad por la Unesco como extensión de los Hayedos primarios de los Cárpatos y otras regiones de Europa.

## Flora
En las zonas superiores del macizo destaca la presencia de pino negro en grupos más o menos grandes que aprovechan el poco suelo disponible entre las rocas del lapiaz, existiendo una masa más importante que está declarada y protegida como la Reserva integral de Ukerdi. En zonas más bajas hay bosques de hayas y abetos, de los que existe también otra zona protegida, la Reserva integral del barranco de Aztaparreta, que nunca ha sido explotada.

## Fauna
La zona es rica también en fauna, destacando la presencia de osos, sarrios, águilas reales, quebrantahuesos, urogallos y otros.